# The Suite Life on Deck
The Suite Life on Deck (tạm dịch: Cuộc sống thượng hạng trên tàu) là một phụ bản của bộ phim truyền hình nhiều tập Mỹ The Suite Life of Zack & Cody được phát sóng trên kênh Disney Channel. Lần này, cặp sinh đôi nghịch ngợm Zack & Cody Martin cùng nữ thừa kế khách sạn Tipton - London Tipton chuyển đến một ngôi nhà mới: con tàu S.S. Tipton, nơi họ tham gia các lớp học của trường Seven Seas, gặp Bailey Pickett. Ngài Moseby trở thành quản lý tàu. Con tàu đi khắp thế giới đến những quốc gia như Ý, Hà Lan, Ấn Độ, Anh,... nơi các nhân vật tiếp xúc với các nền văn hóa mới, có những trải nghiệm mới, và tiếp tục vướng vào những rắc rối dở khóc dở cười.
Bộ phim được khởi chiếu ở Anh vào 19 tháng 12 năm 2008 và xuất hiện ở Mỹ vào ngày 26 tháng 12. Buổi công chiếu trên kênh Disney Channel Hoa Kỳ đã chiếm lượng khán giả là 5.7 triệu người, trở thành bộ phim nhiều tập được xem nhiều nhất trên kênh Family của Canada. Loạt phim hài tình huống này cũng vượt qua Hannah Montana và Wizards of Waverly Place với hạng nhất cho phim trẻ em từ 6-11 tuổi, hạng nhất cho phim thiếu niên 11-14 tuổi có kịch bản. Phần thứ ba của loạt phim này được quay vào tháng 1 năm 2010 và công chiếu ngày 2 tháng 7 năm 2010.
Ý tưởng về bộ phim vốn là của Kallis và Pamela Eells O'Connell. O'Connell, cùng với Irene Dreayen là giám đốc sản xuất bộ phim; Kallis cũng là giám đốc sản xuất nhưng ông đã rời khỏi vị trí vào giữa phần thứ hai của bộ phim, Jim Geoghan là giám đốc sản xuất hai kỳ đầu tiên. Sê-ri được sản xuất bởi It's a Laugh Productions và Bon Mot Productions (một công ty của O'Connell), liên kết sản xuất với Disney Channel. Cole Sprouse và Dylan Sprouse đóng vai hai nhân vật nam chính của bộ phim, và Brenda Song trong vai nhân vật nữ chính. Những diễn viên khác gồm Debby Ryan trong vai cô gái nhà quê Bailey Pickett và Phill Lewis trong vai ngài Moseby. Những diễn viên mới gồm Matthew Timmons và Erin Cardillo (trong vai trò khách mời).. Doc Shaw tham gia vào dàn diễn viên chính vào giữa phần thứ hai và sau đó rời bộ phim vào phần thứ ba do bận tham gia một series phim mới của Disney XD, Pair of Kings.
Bộ phim đã được chiếu tại hơn 30 quốc gia trên thế giới, và được quay ở Hollywood Center Studios, Los Angeles. Bộ phim được quay trực tiếp trước khán giả tại studio, mặc dù tiếng cười được lồng vào một số cảnh. Đây cũng là series phim cuối cùng của kênh Disney được phát dưới định dạng SD, và cũng là series đầu tiên được chuyển qua HD, bắt đầu từ ngày 7 tháng 8 năm 2009 với tập đầu của phần thứ hai "The Spy Who Shoved Me,".

## Khung cảnh
Theo nhà sản xuất, cảnh quan cho phim phải được lựa chọn sao cho có thể thu hút các khán giả trên toàn thế giới, như Ấn Độ, Hy Lạp, Ý, Maroc, Thái Lan... Phần lớn những cảnh quay trong phim diễn ra trên S.S. Tipton, tuy rằng con tàu du lịch vòng quanh thế giới, đến những nơi xa lạ với Zack và Cody.

#### S.S.Tipton
S.S. Tipton là một chiếc tàu viễn dương thuộc về bố của London Tipton. Không giống các tàu du lịch khác, trên S.S. Tipton có cả một ngôi trường, "Trường Seven Seas", cũng là một khung cảnh trong phim, như sảnh, hành lang bên ngoài phòng ngủ và chính các phòng ngủ đó cũng là những khung cảnh được tạo ra. Và còn những nơi khác, mặc dù được nhắc đến trong bộ phim nhưng chưa bao giờ xuất hiện, gồm có sân gôn nhỏ mà ngài thuyền trưởng thường dành nhiều thời gian đến chơi, và một số boong tàu. Trong tập phim Winzards on deck with Hannah Montana gọi là "Phù thủy trên Tàu với Hannah Montana," Ngài Moseby tiết lộ rằng con tàu nặng 87,000 tấn.

#### Nhân vật mới
Bailey Pickett (Debby Ryan đóng): Một cô gái tóc nâu xinh xắn có đôi mắt to tròn đến từ vùng quê Kettlecorn, Kansas. Bailey xinh đẹp, có điệu cười đáng yêu, thông minh học giỏi, thích màu tím, trắng, hồng và giống Cody - bạn trai cô ở điểm đôi lúc là người hơi "khoa học" một chút. Đôi khi Bailey thích kiểu mặc tomboy. Trang phục của cô đều bị London chê là quê mùa, rẻ tiền và... ăn mày. Dù thế nhưng cô luôn được coi là em gái ruột của London. Là người yêu của Cody nên Bailey hay ghen nhưng lại phủ nhận điều đó. Nickname của cô là Hail-Bail (Nickname mà Cody đặt cho). Mơ ước: Nhận 5 giải Nobel trở lên trong tương lai; Cưới Cody năm 20 tuổi; là ca sĩ nhạc đồng quê hoặc nhà văn; có 1 triệu đô la để... mua máy cày "xịn".
Marcus Little (Doc Shaw đóng): Một cậu bé da màu được biết đến hồi nhỏ là 1 cậu bé ca sĩ jazz nổi tiếng. Marcus xuất hiện sau phần Lost at sea (Lạc giữa biển cả). Marcus giống Zack và Woody ở điểm thích ăn uống, thích tiền và thích các cô gái xinh đẹp. Cậu có ưu điểm là hát rất hay.
Woody Fink (Matthew Timmons đóng): là bạn cùng phòng với Cody. Một cậu bé béo mập, hơi ngốc, thích ngủ gật vào giờ Toán-Lý-Hóa, thích truyện tranh về các siêu anh hùng, thích ăn và thích... xì hơi. Cậu rất bẩn và ghét tắm làm cho Cody tức điên lên. Không đẹp trai giống Zack nhưng lại được các cô gái yêu thích. Ước mơ của cậu là có chiếc bánh humburger lớn nhất vũ trụ.
Emma Tutweiller (Erin Cardillo đóng): Là 1 giáo viên của trường Seven Seas. Cô thích làm móng, hẹn hò. Là phụ nữ độc thân nên cô nuôi rất nhiều mèo trong cabin làm các học sinh phát khiếp sợ và các bạn trai của cô phải bỏ chạy mất dép đến mức thay sim, thay số, và thay cả khuôn mặt của họ.
Maya Elizabeth Bennett (Zoey Deucht đóng): Một nữ sinh mới của trường Seven Seas và là nhân viên mới ở quầy giải khát trên boong Sky Deck cùng Zack. Sau một thời gian cô và Zack đã là một cặp đôi chính thức vì Zack đã yêu cô thật sự, mặc dù nhiều lúc Maya điên đầu lên vì những trò nghịch của người bạn trai quái chiêu. Đến từ New York, thích làm thơ và thích mặc quần jean. Maya luôn được các bạn yêu quý. Zack và Maya chia tay trong tập cuối do Maya phải đi du học ở châu Phi và cả hai không thể chấp nhận yêu xa.

#### Các cảnh khác
- Tam giác Bermuda - Trong hai tập phim "Bermuda Triangle."
- Florida - Trong tập phim "Flowers and Chocolate." và hai tập phim "Model Behavior."
- Quần đảo Galapagos - trong tập phim "Sea Monster Mash."
- Hy Lạp - trong tập phim "It's All Greek to Me."
- Hawaii - trong tập phim kết hợp "Phù thủy lên Tàu cùng Hannah Montana."
- India - trong tập phim "The Mommy and the Swami."
- Lichtenstamp - trong tập phim "Maddie on Deck." Nơi này là một sự nhái lại khôi hài của Liechtenstein.
- Monte Carlo - trong tập phim "Silent Treatment."
- Maroc - trong tập phim "Rock the Kasbah."
- Paris - trong tập phim "Breakup in Paris."
- Đảo Vẹt - trong tập phim "Parrot Island." Một địa danh hư cấu.
- Roma - trong tập phim "When In Rome..."
- Nam Phi - trong tập phim "Can You Dig It?"
- Thụy Điển - trong tập phim "The Swede Life."
- Thái Lan - trong tập phim "Family Thais."
- Anh - trong tập phim "Rollin' With the Holmies."

## Vai diễn và các nhân vật
| Diễn viên               | Nhân vật        | Vai chính | Vai phụ |
| ----------------------- | --------------- | --------- | ------- |
| Cole Sprouse            | Cody Martin     | 1–nay     |         |
| Dylan Sprouse           | Zack Martin     | 1–nay     |         |
| Brenda Song             | London Tipton   | 1–nay     |         |
| Debby Ryan              | Bailey Pickett  | 2–nay     |         |
| Doc Shaw                | Marcus Little   | 2–3       |         |
| Phill Lewis             | Mr. Moseby      | 1–nay     |         |
| Matthew Timmons         | Woody Fink      |           | 1–nay   |
| Erin Cardillo           | Emma Tutweiller |           | 1–nay   |
| Windell D. Middlebrooks | Kirby Morris    |           | 1–nay   |
| Zoey Deutch             | Maya            |           | 3–nay   |

## Các tập phim
| Phần | Số tập | Ngày chiếu (tại Mỹ) | Ngày chiếu (tại Mỹ) | Ngày phát hành DVD | Ngày phát hành DVD | Ngày phát hành DVD |
| Phần | Số tập | Khởi chiếu          | Kết thúc            | Vùng 1             | Vùng 2             | Vùng 4             |
| ---- | ------ | ------------------- | ------------------- | ------------------ | ------------------ | ------------------ |
| 1    | 21     | 26 tháng 9 năm 2008 | 17 tháng 7 năm 2009 | —                  | —                  | —                  |
| 2    | 28     | 7 tháng 8 năm 2009  | 18 tháng 6 năm 2010 | —                  | —                  | —                  |
| 3    | TBA    | 2 tháng 7 năm 2010  | TBA                 | —                  | —                  | —                  |

Ghi chú: Phim được khởi chiếu lần đầu tiên tại Anh quốc vào ngày 19 tháng 9 năm 2008.

## Nhạc nền và phần mở đầu
Nhạc nền của bộ phim có tên "Livin' the Suite Life," được viết bởi John Adair và Steve Hampton (người viết nhạc nền cho nhiều bộ phim The Suite Life of Zack & Cody, Phil of the Future, và Wizards of Waverly Place, cũng như cho series của kênh ABC Kids là Power Rangers: RPM), nhạc bởi Gary Scott, và được thể hiện bởi ca sĩ người Anh Steve Rushton (tên của ca sĩ này chỉ được hiện lên qua phần thứ hai).
Đây là một trong số hai series phim của kênh Disney có nhạc nền không được thể hiện bởi chính diễn viên của phim (Phineas and Ferb là series thứ hai).

## Sản phẩm

### Phát hành DVD
| Tên DVD                             | Ngày phát hành      | Số đĩa | Bổ sung |
| ----------------------------------- | ------------------- | ------ | --- |
| Anchors Away!                       | 25 tháng 8 năm 2009 | 1      | "The Suite Life Sets Sail," "Parrot Island," "Kidney of the Sea," "International Dateline," "Maddie on Deck," và "Mulch Ado About Nothing." Ngoài ra, cuộc phỏng vấn của Debby Ryan với anh em sinh đôi Sprouse còn bao gồm trong DVD. |
| Wizards on Deck with Hannah Montana | 22 tháng 9 năm 2009 | 1      | Tập kết hợp giữa các phim Wizards of Waverly Place, The Suite Life on Deck, và Hannah Montana |

### Các phương tiện khác
Ngày 17 tháng 4 năm 2009, Tạp chí People đã phát hành một ấn phẩm đặc biệt cho The Suite Life on Deck, Tạp chí People trước đó cũng đã phát hành những ấn phẩm tương tự dành cho các chương trình của kênh Disney như là Hannah Montana năm 2008 và High School Musical ấn phẩm đặc biệt. Ấn phẩm The Suite Life on Deck dày 60 trang và bao gồm nhiều cuộc phỏng vấn với dàn diễn viên, áp phích, tranh ảnh của những tập kế tiếp, và còn cả những trò chơi dựa trên phim. Cole Sprouse, Dylan Sprouse và Brenda Song là gương mặt trang bìa của ấn phẩm này.
Một cuốn dách về các hoạt động dựa trên bộ phim được phát hành vào ngày 13 tháng 7 năm 2009, cuốn sách có tên là "The Suite Life on Deck Sink or Swim Sticker Activity Book" bao gồm 32 trang in màu. Sách được phát hành bởi Modern Publishing và Disney Books và còn bao gồm nhiều câu đố vui, tranh ảnh áp phích và nhiều thứ khác. Một album ảnh dựa trên bộ phim cũng được phát hành, cuốn sách bao gồm các tranh ảnh, áp phích màu từ bộ phim và các chú thích, hoạt động cho độc giả. Vào tháng 8 năm 2009, hai quyển sách mới có tên "Suite Life on Deck: A Day in the Life" và "Suite Life on Deck Party Planner" được phát hành bởi Walt Disney. Cuốn sách đầu tiên nói về cách chuẩn bị các bữa tiệc của Suite Life, một vài câu đố, và dày 32 trang. Cuốn sách thứ hai bao gồm các hình dán màu và một tờ giấy có thể viết lại được.

## Giải thưởng và đề cử
| Năm  | Giải thưởng                         | Hạng mục                                                       | Bởi                    | Kết quả   |
| ---- | ----------------------------------- | -------------------------------------------------------------- | ---------------------- | --------- |
| 2008 | BMI Awards-Film & Television Awards | "BMI Cable Award"                                              | The Suite Life on Deck | Đoạt giải |
| 2008 | Family Television Awards            | "Best Comedy Series"                                           | The Suite Life on Deck | Đoạt giải |
| 2008 | Young Artist Awards                 | "Best Performance in a TV Series-Guest Starring Young Actress" | Sophie Oda             | Đoạt giải |
| 2008 | Young Artist Awards                 | "Best Performance in a TV Series-Supporting Young Actor"       | Jacopo Sarno           | Đề cử     |
| 2008 | Celebrity Love Awards               | "Favorite Actors"                                              | Cole Sprouse           | Đoạt giải |
| 2008 | Celebrity Love Awards               | "Favorite Actors"                                              | Dylan Sprouse          | Đoạt giải |
| 2008 | Celebrity Love Awards               | "Favorite Actresses"                                           | Brenda Song            | Đề cử     |
| 2008 | Celebrity Love Awards               | "Favorite Actresses"                                           | Debby Ryan             | Đề cử     |
| 2009 | BMI Awards-Film & Television Awards | "BMI Cable Award"                                              | The Suite Life on Deck | Đoạt giải |
| 2009 | Green Globe Film Awards             | "Outstanding Asian American Actors in Hollywood"               | The Suite Life on Deck | Đề cử     |
| 2009 | Popstar Magazine's Poptastic Awards | "Best Television Series"                                       | The Suite Life on Deck | Đề cử     |
| 2009 | Popstar Magazine's Poptastic Awards | "Favorite Television Actor"                                    | Cole Sprouse           | Đoạt giải |
| 2009 | Popstar Magazine's Poptastic Awards | "Favorite Television Actor"                                    | Dylan Sprouse          | Đoạt giải |
| 2009 | Popstar Magazine's Poptastic Awards | "Favorite Television Actress"                                  | Brenda Song            | Đoạt giải |
| 2009 | Popstar Magazine's Poptastic Awards | "Favorite Television Actress"                                  | Debby Ryan             | Đề cử     |
| 2009 | Popstar Magazine's Poptastic Awards | "Favorite Newcomer"                                            | Debby Ryan             | Đoạt giải |
| 2009 | Kids Choice Awards (Italy)          | "Favorite TV Show"                                             | The Suite Life on Deck | Đoạt giải |
| 2009 | Celebrity Love Awards               | "Favorite Actors"                                              | Cole Sprouse           | Đoạt giải |
| 2009 | Celebrity Love Awards               | "Favorite Actors"                                              | Dylan Sprouse          | Đoạt giải |
| 2009 | Celebrity Love Awards               | "Favorite Actresses"                                           | Brenda Song            | Đề cử     |
| 2009 | Celebrity Love Awards               | "Favorite Actresses"                                           | Debby Ryan             | Đề cử     |
| 2009 | Kids Choice Awards (U.S.A.)         | "Favorite TV Show"                                             | The Suite Life on Deck | Đề cử     |
| 2009 | Kids Choice Awards (U.S.A.)         | "Favorite Television Actor"                                    | Cole Sprouse           | Đề cử     |
| 2009 | Kids Choice Awards (U.S.A.)         | "Favorite Television Actor"                                    | Dylan Sprouse          | Đoạt giải |
| 2009 | The 10th Annual Crown Awards        | "Best Hairstyle on Television"                                 | Brenda Song            | Đoạt giải |
| 2010 | 2010 Kids' Choice Awards, USA       | "Favorite TV Show"                                             | The Suite Life on Deck | Đề cử     |
| 2010 | 2010 Kids' Choice Awards, USA       | "Favorite Television Actor"                                    | Cole Sprouse           | Đề cử     |
| 2010 | 2010 Kids' Choice Awards, USA       | "Favorite Television Actor"                                    | Dylan Sprouse          | Đoạt giải |
| 2010 | ASCAP Awards                        | "Top Television Series"                                        | The Suite Life on Deck | Đoạt giải |
| 2010 | Kids' Choice Awards, UK             | Best Television Series                                         | The Suite Life on Deck | Đoạt giải |
| 2010 | Kids' Choice Awards, UK             | Best Television Actress                                        | Debby Ryan             | Đoạt giải |
| 2010 | Popstar Magazine's Poptastic Awards | "Favorite Television Series"                                   | The Suite Life on Deck | Đoạt giải |
| 2010 | Popstar Magazine's Poptastic Awards | "Favorite Television Actress"                                  | Debby Ryan             | Đoạt giải |
| 2010 | Popstar Magazine's Poptastic Awards | "Favorite Television Actors"                                   | Cole Sprouse           | Đoạt giải |
| 2010 | Popstar Magazine's Poptastic Awards | "Favorite Television Actors"                                   | Dylan Sprouse          | Đoạt giải |
| 2010 | Kids' Choice Awards, Brazil         | "Favorite Television Series"                                   | The Suite Life on Deck | Đoạt giải |
| 2010 | Kids' Choice Awards, Brazil         | "Best Television Actor"                                        | Dylan Sprouse          | Đề cử     |
| 2010 | Celebrity Love Awards               | "Favorite Actors"                                              | Cole Sprouse           | Đoạt giải |
| 2010 | Celebrity Love Awards               | "Favorite Actors"                                              | Dylan Sprouse          | Đoạt giải |
| 2010 | Celebrity Love Awards               | "Favorite Actresses"                                           | Brenda Song            | Đề cử     |
| 2010 | Celebrity Love Awards               | "Favorite Actresses"                                           | Debby Ryan             | Đề cử     |
| 2010 | Disney Channel Fans Awards          | "Favorite Female Disney Channel Star"                          | Brenda Song            | Đề cử     |
| 2010 | Disney Channel Fans Awards          | "Favorite Television Series"                                   | The Suite Life on Deck | Đề cử     |
| 2010 | Hollywood Teen TV Awards            | "Teen Pick Actress: Comedy"                                    | The Suite Life on Deck | Đề cử     |
| 2010 | Hollywood Teen TV Awards            | "Teen Pick Actress: Comedy"                                    | Debby Ryan             | Đề cử     |
| 2010 | Hollywood Teen TV Awards            | "Teen Pick Actor: Comedy"                                      | Dylan Sprouse          | Đề cử     |

## Phát hành quốc tế
| Quốc gia/Lãnh thổ                                                       | Kênh                               | Phát sóng                                                      | Tựa phim                                                                   |
| ----------------------------------------------------------------------- | ---------------------------------- | -------------------------------------------------------------- | -------------------------------------------------------------------------- |
| Africa                                                                  | Disney Channel Africa              | 16 tháng 1 năm 2009                                            | The Suite Life on Deck                                                     |
| Brunei Korea Malaysia Indonesia Philippines Singapore Thái Lan Việt Nam | Disney Channel Asia                | 15 tháng 12 năm 2008                                           | The Suite Life on Deck                                                     |
| Argentina                                                               | Disney Channel Latin America South | 14 tháng 12 năm 2008 (Advance) 19 tháng 12 năm 2008 (Premiere) | Zack y Cody: Gemelos a Bordo (Zack & Cody: Twins on Board)                 |
| Australia New Zealand                                                   | Disney Channel Australia           | 6 tháng 10 năm 2008                                            | The Suite Life on Deck                                                     |
| Brasil                                                                  | Disney Channel Brazil              | 14 tháng 12 năm 2008 (Advance) 16 tháng 11 năm 2009 (Premiere) | Zack & Cody: Gêmeos a Bordo (Zack & Cody: Twins on Board)                  |
| Canada                                                                  | Family Channel BBC Kids            | 13 tháng 10 năm 2008                                           | The Suite Life on Deck                                                     |
| Colombia                                                                | Disney Channel Latin America       | 14 tháng 12 năm 2008 (Advance) 16 tháng 1 năm 2009 (Premiere)  | Zack y Cody: Gemelos a Bordo                                               |
| Đan Mạch                                                                | Disney Channel Scandinavia         | 16 tháng 1 năm 2009                                            | Det Søde Liv til Søs (The Suite Life on Deck)                              |
| Phần Lan                                                                | Disney Channel Scandinavia         | 16 tháng 1 năm 2009                                            | Viiden tähden merielämää                                                   |
| Pháp                                                                    | Disney Channel France              | 10 tháng 12 năm 2008                                           | La Vie de croisière de Zack et Cody (The Cruise Life of Zack & Cody)       |
| Đức                                                                     | Disney Channel Germany Super RTL   | 30 tháng 1 năm 2009 8 tháng 2 năm 2009 (Advance)               | Zack & Cody an Bord (Zack & Cody on Board)                                 |
| Ấn Độ Bangladesh Sri Lanka                                              | Disney Channel India               | 30 tháng 1 năm 2009                                            | The Suite Life on Deck                                                     |
| Israel                                                                  | Jetix Israel                       | Tháng 1, 2009                                                  | זאק וקודי חיים על הסיפון                                                   |
| Ý                                                                       | Disney Channel Italy               | 11 tháng 1 năm 2009                                            | Zack e Cody sul ponte di comando (Zack & Cody on Board)                    |
| Nhật Bản                                                                | Disney Channel Japan               | 24 tháng 1 năm 2009                                            | スイート・ライフ オン・クルーズ (Suite Life On Cruise)                     |
| México                                                                  | Disney Channel Latin America North | 14 tháng 12 năm 2008 (Advance) 16 tháng 1 năm 2009 (Premiere)  | Zack y Cody: Gemelos a Bordo (Zack & Cody: Twins on Board)                 |
| Na Uy                                                                   | Disney Channel Scandinavia         | 16 tháng 1 năm 2009                                            | Det søte liv til sjøs                                                      |
| Pakistan                                                                | Disney Channel                     | 28 tháng 9 năm 2008 (US Premiere)                              | The Suite Life on Deck                                                     |
| Ba Lan                                                                  | Disney Channel Poland              | 16 tháng 1 năm 2009                                            | Suite Life: Nie ma to jak statek (Suite Life: There's nothing like a ship) |
| Bồ Đào Nha                                                              | Disney Channel Portugal            | 1 tháng 1 năm 2009 (Advance) 16 tháng 1 năm 2009 (Premiere)    | Zack e Cody: Todos a Bordo (Zack & Cody: All on Board)                     |
| Nam Phi                                                                 | Disney Channel                     | 16 tháng 1 năm 2009                                            | TBA                                                                        |
| Tây Ban Nha                                                             | Disney Channel Spain               | 1 tháng 1 năm 2009 (Advance) 16 tháng 1 năm 2009 (Premiere)    | Zack y Cody: Todos a Bordo (Zack & Cody: All on Board)                     |
| Thụy Điển                                                               | Disney Channel                     | 16 tháng 1 năm 2009                                            | Det ljuva havslivet                                                        |
| Đài Loan                                                                | Disney Channel Taiwan              | 24 tháng 1 năm 2009                                            | 小查與寇弟的頂級郵輪生活                                                   |
| Thổ Nhĩ Kỳ                                                              | Disney Channel Turkey              | 16 tháng 1 năm 2009                                            | Zack ve Cody Güvertede (Zack & Cody on Board)                              |
| United Kingdom Ireland                                                  | Disney Channel UK                  | 19 tháng 9 năm 2008 (Advance) 6 tháng 2 năm 2009 (Premiere)    | The Suite Life on Deck                                                     |
| Hoa Kỳ                                                                  | Disney Channel                     | 26 tháng 9 năm 2008                                            | The Suite Life on Deck                                                     |